# Worcester Pearmain
Worcester Pearmain es una  variedad cultivar de manzano (Malus domestica).
Criado por el Sr. Hale de "Swan Pool", cerca de Worcester, Inglaterra. Introducido por "Smith of Worcester" en 1874. Recibió un Certificado de Primera Clase de la Royal Horticultural Society en 1875. Las frutas tienen una carne firme, blanca, un poco jugosa con un sabor dulce y agradable.

## Sinónimos
- "Pearmain de Worcester",
- "Worcester",
- "Worcester Parmaene",
- "Worcester Parman",
- "Worcester Parmane",
- "Worcester-Parman",
- "Worchester Parmane".

## Historia
'Worcester Pearmain' es una variedad de manzana, que fue pensada para ser una plántula de "Devonshire Quarrenden" de polinización abierta, la variedad 'Worcester Pearmain' fue criado durante la década de 1870 por William Hales en el distrito de St. John's de Worcester, Inglaterra (Reino Unido). Fue nombrado e introducido en el mercado por "St. John's Nursery" (operado por Richard Smith) en 1874 y recibió el Certificado de Primera Clase de la Royal Horticultural Society en 1875.
'Worcester Pearmain' se cultiva en la National Fruit Collection con el número de accesión: 1973-192 y Accession name: Worcester Pearmain.

## Características

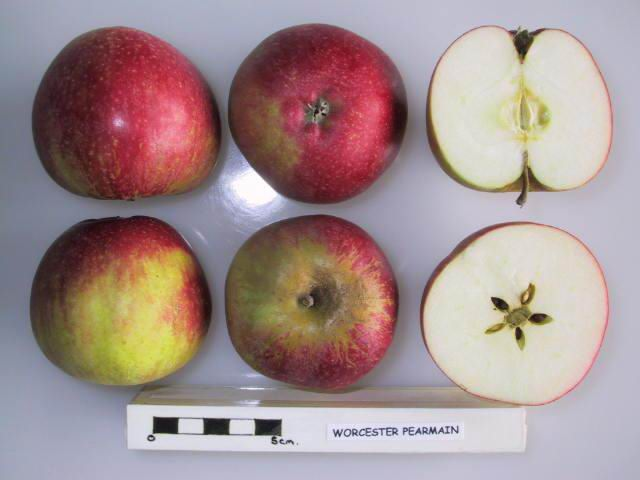
La manzana 'Worcester Pearmain' seccionada.

'Worcester Pearmain'  tiene un tiempo de floración que comienza a partir del 1 de mayo con el 10% de floración, para el 3 de mayo tiene una floración completa (80%), y para el 11 de mayo tiene un 90% caída de pétalos.
'Worcester Pearmain' tiene frutos de tamaño medio, con forma globosa cónica; con nervaduras medio débiles, corona débil; color de fondo verde blanquecino, sobre color rojo, con cantidad de color superior alto, con un sobre patrón de color rubor sólido, "russeting" (pardeamiento áspero superficial que presentan algunas variedades) bajo; cáliz es pequeño y parcialmente abierto, ubicado en una cuenca muy poco profunda y arrugada; pedúnculo delgado y de longitud media larga en una cavidad poco profunda y ancha; algunas "russeting" irradian desde la cavidad del tallo, a menudo hacia el hombro. La carne blanca es crujiente, firme, jugosa e intensamente dulce. El característico sabor a fresa puede ser bastante pronunciado.
Su época de maduración y recogida a partir de principios de septiembre. Se mantiene en fresca durante dos meses.

## Progenie
'Worcester Pearmain' es el Parental-Madre de las variedades de manzanas :
- Eros
- Flame
- Mio
- Hunter's Majestic
- Laxton's Early Crimson
- Ruby (Seabrook)
- Pearl
- Discovery
- Exeter Cross
- Laxton's Herald
- Jester[4]

'Worcester Pearmain' es el Parental-Padre de las variedades de manzanas :
- Tydeman's Early Worcester
- Merton Worcester
- Red Army
- Winston
- Laxton's Leader
- Pioneer
- Tydeman's Harvest
- William Crump
- Tydeman's Michaelmas Red
- Lord Lambourne
- Opal
- Katja
- Winston coloured sport
- Elton Beauty[4]

## Usos
Un fruto excelente como postre de manzana de mesa fresca y también para la producción de jugo. También hace excelente sidra. Los flanes de manzana hechos con esta manzana son de los mejores.

## Ploidismo
Diploide parcialmente autofértil; necesita polinizador adecuado. Grupo de polinización C. Día 11.

## Susceptibilidades
- Oidio: no presenta
- Chancro del manzano: ataque medio[6]